# Ка-д'Андреа
Ка-д'Андреа (італ. Ca' d'Andrea) — муніципалітет в Італії, у регіоні Ломбардія,  провінція Кремона.
Ка-д'Андреа розташована на відстані близько 400 км на північний захід від Рима, 95 км на південний схід від Мілана, 20 км на схід від Кремони.
Населення — 431 особа (2014).
Щорічний фестиваль відбувається 30 листопада. Покровитель — Андрій Первозваний.

## Демографія
Населення за роками:

Станом на 31 грудня 2014 року в муніципалітеті офіційно проживали 53 іноземці з 4 країн, серед них 6 громадян країн Євросоюзу та 1 громадянин України.

## Сусідні муніципалітети
- Каппелла-де'-Піченарді
- Чинджа-де'-Ботті
- Деровере
- Сан-Мартіно-дель-Лаго
- Торре-де'-Піченарді
- Вольтідо